# 蒙蒂思山
蒙蒂思山（英語：Monteath Hills）是南極洲的山峰，位於維多利亞地的博克格雷溫克海岸，屬於勝利山脈的一部分，包括克勞德山、塔拉魯瓦山和霍爾茲沃思山，由新西蘭南極名稱諮詢委員會命名，現時由南極條約體系管理。